# Алтернативна история (фантастика)
Алтернативната история (на английски: alternative history) е подстил на фантастиката със сюжет, протичащ в свят, чието историческо развитие е отклонение от реалното, такова, каквото го познаваме. Казано в елементарен план тя задава въпроса „Какво би станало, ако развоят на историческите събития бе друг?“. По-голяма част от творбите в жанра са базирани на реални исторически събития, характерни социални, геополитически или индустриални обстоятелства, които се развиват по различен начин. Дори е възможно да се приеме, че цялата художествена литература, може да се опише като „алтернативна история“.
След 50-те години на 20 век, този тип литература силно се обвързва с научната фантастика включвайки в себе си паравреме, пътувания между алтернативни истории/вселени, действия причиняващи разделянето на историята на две или повече времеви линии.
На френски, романите с алтернативна история се наричат uchronie. Този неологизъм е базиран на думата утопия (на английски: utopia – място, което не съществува) и гръцката дума за време – chronos. Uchronie се дефинира като време, което не съществува.